# Sazdice
Sazdice (maďarsky Százd) jsou obec na Slovensku. Leží v okrese Levice v Nitranském kraji. Žije zde 433 obyvatel.